# Luisa Miller
 Luisa Miller  (titlul original: în italiană Luisa Miller) este o operă în trei acte de Giuseppe Verdi, după un libret de Salvatore Cammarano, bazat pe piesa „Kabale und Liebe” („Intrigă și iubire”) de Friedrich von Schiller. Luisa Miller este cea de-a treia operă compusă de Verdi pe texte de Friedrich Schiller.
Premiera operei a avut loc la Teatro San Carlo din Neapole, în ziua de 8 decembrie 1849.
Durata operei: cca 2 ¼ ore.
Locul și perioada de desfășurare a acțiunii: Tirol, în prima jumătate a secolului al XVIII-lea.

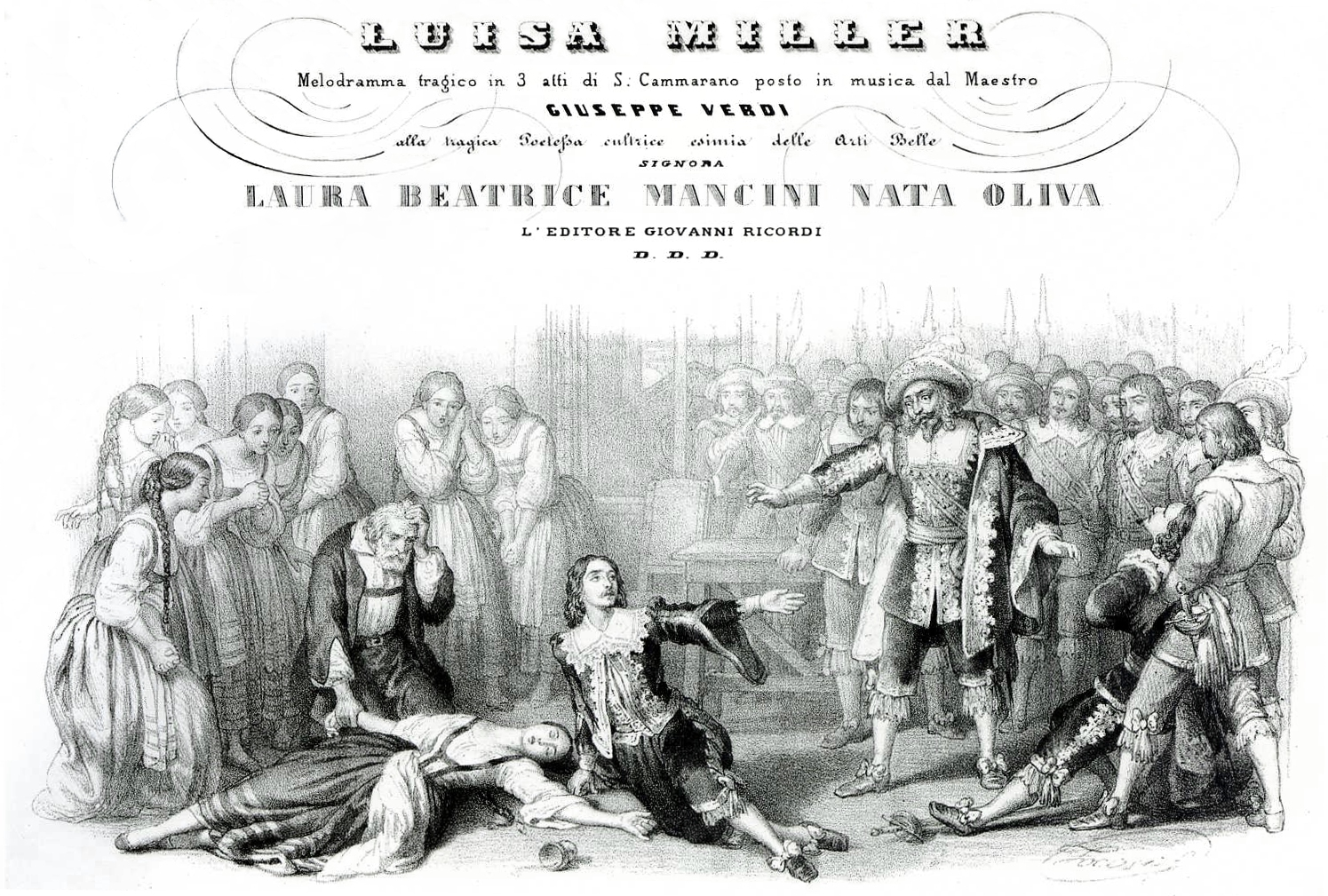
Ilustrația partiturii operei Luisa Miller, ediția Ricordi (1849)

## Personajele principale
- Il Conte di Walter (bas)
- Rodolfo, fiul său (tenor)
- Federica di Ostheim, nepoata contelui di Walter (alto)
- Wurm, castelanul contelui di Walter (bas)
- Miller, soldat pensionar (bariton)
- Luisa Miller, fiica sa (soprană)
- Laura, fiica unui țăran (mezzo-soprană)
- un țăran, (tenor)
- doamne și domni de la curte, servitori, gărzi, țărani[1]